# Motore Panhard Centaure
Il motore Centaure è un motore a scoppio progettato e costruito dal 1901 al 1905 dalla casa automobilistica francese Panhard & Levassor.

## Storia e caratteristiche tecniche

### Il contesto storico
I motori Centaure nacquero in un contesto di grandi cambiamenti forzati all'interno dell'organigramma della Panhard & Levassor: dopo la morte di Émile Levassor in seguito ai postumi di un incidente avvenuto durante una gara automobilistica, postumi manifestatisi diversi mesi dopo l'incidente stesso. Al posto di Levassor, brillante direttore tecnico, ma anche factotum dell'azienda di avenue d'Ivry, sopraggiunse Arthur Krebs, il quale decise di far tagliare alcune spese ormai non più necessarie, prima fra tutte quella relativa alle royalties legate alla produzione di motori Daimler su licenza, produzione che aveva luogo ormai da alcuni anni, da quando cioè la Panhard & Levassor aveva mosso i suoi primi passi nel mondo della produzione automobilistica. Per questo, nell'autunno 1899 si decise di avviare il progetto relativo a una nuova famiglia di motori prodotti in proprio. Il primo motore di questa nuova famiglia, denominata Centaure, debuttò nel gennaio del 1901 per andare ad equipaggiare la Type E ed aveva una cilindrata di 4072 cm3.

### Caratteristiche tecniche

Le Panhard & Levassor Type C e Type H erano fra i tipici esempi di applicazione dei motori Centaure

Strutturalmente, i motori Centaure mantennero la struttura a monoblocchi bicilindrici tipica dei precedenti motori Phoenix. Vi furono quindi anche in questo caso motori Centaure bicilindrici o quadricilindrici. Nel caso dei motori quadricilindrici vennero perciò impiegati due monoblocchi bicilindrici accoppiati, per cui il motore in questione assumeva una struttura di tipo biblocco. Prodotti per meno di cinque anni prima di essere sostituiti dai motori Centaure allégé, i motori Centaure non mancarono comunque di proporre alcune novità tecniche rilevanti.
La principale fra queste novità fu il nuovo carburatore a regolazione automatica, che permetteva un dosaggio migliore del carbuarante in rapporto alla massa d'aria introdotta. Ciò si tradusse in un funzionamento più regolare, in una guida più piacevole (anche perché non era più l'autista a dover regolare il carburante) e in consumi ridotti di circa il 15% grazie al minor spreco di carburante. Inoltre, nei motori Centaure scomparvero i bilancieri e tutte le meccaniche di azionamento dell'asse a camme, ora nascosti all'interno del motore. A proposito di asse a camme, esso rimase sempre singolo e andava ad azionare ancora una volta solo la valvola di scarico, mentre quella di aspirazione era sempre azionata a depressione. Dalla cilindrata iniziale di 4,1 litri, i motori Centaure si evolsero sia verso l'alto che verso il basso, dando origine a motori di cilindrate comprese fra 1,2 e 7,5 litri.

### Riepilogo caratteristiche ed applicazioni
| Motore Panhard Centaure |                  |                        |                                         |                    |
| Variante                | Cilindrata (cm3) | Alesaggio e corsa (mm) | Applicazioni                            | Anni di produzione |
| Bicilindrici            |                  |                        |                                         |                    |
| O2E                     | 1201             | 80 x 120               | Panhard & Levassor Type A 5CV           | 04/1902-11/1902    |
| O2R                     | 1648             | 90 x 130               | Panhard & Levassor Type A 7CV           | 04/1902-11/1903    |
| O2R                     | 1648             | 90 x 130               | Panhard & Levassor Type D               | 05/1902-12/1905    |
| O2R                     | 1648             | 90 x 130               | Panhard & Levassor Type N               | 1903-05            |
| Quadricilindrici        |                  |                        |                                         |                    |
| O4E                     | 2402             | 80 x 120               | Panhard & Levassor Type B               | 07/1902-12/1905    |
| O4E                     | 2402             | 80 x 120               | Panhard & Levassor Type E               | 1902-05            |
| O4R                     | 3296             | 90 x 130               | Panhard & Levassor Type C               | 1902-04            |
| O4R                     | 3296             | 90 x 130               | Panhard & Levassor Type H 15CV          | 1902-05            |
| O4F                     | 4072             | 100 x 130              | Panhard & Levassor Type E 16 CV         | 01/1901-09/1904    |
| O4F                     | 4072             | 100 x 130              | Panhard & Levassor Type F 16 CV         | 04/1903-09/1904    |
| O4I                     | 5313             | 110 x 140              | Panhard & Levassor Type F e Type H 20CV | 06/1902-03/1905    |
| O4L                     | 6898             | 130 x 130              | Panhard & Levassor Type G 30CV          | 1901-04            |
| O24L                    | 7450             | 130 x 140              | Panhard & Levassor Type G 35CV          | 1904-05            |